# 긴부리도요
긴부리도요(Limnodromus scolopaceus)는 도요과의 한 종으로 섭금류에 속한다. 몸의 크기는 중간 정도이고, 비교적 긴 부리를 가지고 있다. 번식깃을 한 경우, 성체는 적갈색 머리와 어둡고 얼룩덜룩한 등, 비행 중에만 드러나는 흰색 윗 엉덩이를 가진다. 민물 서식지에서 물속에 부리를 넣어 먹이를 찾아 먹는다. 수컷이 암컷을 쫓아가는 형태의 구애 행동을 하는 것으로 알려져 있다. 영어 이름은 1841년 처음으로 기록되었다.
긴부리도요는 겉모습이 짧은부리도요와 매우 흡사하며 1950년에 프랭크 피텔카에 의해 다른 종으로 인식되었다. 두 종을 구별할 수 있는 가장 좋은 방법은 비행 시 울음소리이다. 이 두 종은 서식지, 번식지 등 생태학적으로 일부 다른 면이 있다. 짧은부리도요는 염수에 서식하는 것을 더 좋아하고 주로 남부 알래스카, 유콘 준주, 캐나다 중부와 캐나다 연해주 등지에서 번식한다. 반면, 긴부리도요는 보통 담수에서 서식하는 것을 좋아하고 서부, 북부 알래스카와 시베리아 동부에서 번식하며 겨울에는 멕시코로 이동하여 월동한다.

## 분류
긴부리도요는 섭금류, 갈매기류, 바다쇠오리류 등이 속하는 도요목에 속하며, 도요과에 속해 있다. 긴부리도요를 포함하고 있는 속인 긴부리도요속에는 긴부리도요 외에도 짧은부리도요와 큰부리도요의 2가지 종이 더 포함되어 있다.
긴부리도요는 1823년 토마스 세이(Thomas Say)에 의해 Limnodromus scolopacea라는 학명으로 처음으로 기재되었다. 긴부리도요와 짧은부리도요는 짧은부리도요의 가변성으로 인해 그 분류에 일부 어려움이 있었다.
대략 100년 간 긴부리도요와 짧은부리도요는 별개의 두 종으로 인식되었다. 그러나 1927년, 긴부리도요는 짧은부리도요의 서쪽 지역에 서식하는 아종으로 분류되었다. 1950년, 프랭크 피텔카가 논문을 출판한 후, 두 종은 다시 별개의 종으로 여겨지게 되었다. 추가적인 연구에 따르면, 두 종은 400만 년 전에 유전적으로 분화한 것으로 추정된다.

## 모습
긴부리도요는 몸의 크기가 중간 정도이며, 부리 길이가 머리의 두 배이다. 긴부리도요는 시기에 상관없이 희끄무레한 눈썹과 콧등에서 시작하여 눈을 지나는 어두운 무늬를 가진다. 꼬리에는 검은색과 흰색 무늬가 있으며, 등의 중앙 부분까지 오는 큰 흰색 엉덩이를 가진다.
긴부리도요는 약 5월에서 8월 말, 9월 초까지 깃털을 번식깃으로 바꾸고 지낸다. 번식깃을 한 성체는 어두운 머리꼭대기와 적갈색 목, 가슴을 가지며 가슴 부분에는 검은색 띠가 있다. 또한 옆구리에는 흰색 띠가 있다. 깃털을 번식깃으로 바꾼 후 시간이 흐르면 점점 가슴의 검은색 띠가 줄어들어 가슴이 완전히 적갈색으로 변할 수 있다. 머리꼭대기와 등은 갈색, 검은색, 담황색 무늬로 이루어져 있다. 날개와 등 윗부분은 검은색, 담황색, 흰색 무늬가 있으며 전반적으로 어두운 갈색으로 보인다.
겨울깃을 하게 된 긴부리도요는 짧은부리도요와 구별하기 매우 어려워진다. 비번식깃을 한 긴부리도요는 더 어두운 상체와 가슴을 가지며, 엷은 흰색의 배를 가지게 된다. 가슴은 회색으로 턱으로 올라갈수록 점점 밝은색으로 변한다.
어린 긴부리도요의 깃털은 조금 더 엷은 것을 제외하면 번식기의 성체의 깃털과 거의 유사하다. 어린 긴부리도요는 셋째날개덮깃에 차이가 있어 짧은부리도요와 구별할 수 있다. 어린 긴부리도요는 상체의 무늬가 담황색보다 밤색에 가까우며 가슴은 회색, 배와 가슴 아랫부분은 엷은 적갈색이다.
긴부리도요의 부리는 대략 62 mm에서 72 mm이다. 부리는 보통 곧게 뻗은 형태에 검은색인데, 부리에서 머리 쪽과 가까운 부분은 노르스름한 황록색을 띤다. 다리 또한 노르스름한 색깔이다. 암컷과 수컷은 대부분 면에서 비슷하지만, 암컷은 수컷에 비해 보통 더 무겁고 더 긴 날개와 부리를 가진다.
신체 측정값:
- 길이: 29 cm
- 무게 88~131 g
- 날개 길이: 47~49 cm

## 서식과 분포

### 번식기
북아메리카에서, 긴부리도요는 주로 알래스카 서부와 북부의 해안 근처에서 번식한다. 이 경우, 습하고 잔디나 사초가 나 있고 담수가 있는 초지에 둥지를 트는 것을 선호한다. 또한, 둥지를 튼 후에 호수나 연못, 어귀 등지로 먹이를 찾으러 가기도 한다. 동부 시베리아에서 긴부리도요는 야나강 하류에서 축치반도까지의 범위에서 번식하며, 북극해 동쪽으로 흘러나가는 강을 따라 시베리아 내륙에서 서식한다.

### 비번식기
비번식기에는, 긴부리도요의 분포 범위를 명확하게 규정하기 어렵다. 그 까닭은 긴부리도요의 모습이 겨울깃을 한 짧은부리도요와 매우 흡사하기 때문이다. 태평양연안에서 월동하는 경우, 긴부리도요는 브리티시컬럼비아 서남부에서 바하칼리포르니아까지의 범위에서 월동하며, 애리조나, 뉴멕시코, 텍사스, 멕시코 남부 등 내륙으로 이동하기도 한다. 대서양연안에서 월동하는 경우, 노스캐롤라이나에서 플로리다까지의 범위에서 월동하며 또한 멕시코 연안 지역을 따라 미시시피, 루이지애나, 텍사스 등의 서쪽으로 이동하기도 한다. 겨울에는 서식지의 유형이 더욱 늘어나는데, 갯벌, 물이 찬 습지, 습한 초지, 다양한 호수와 습지 등으로, 보통 3인치 미만 깊이의 물에 서식하는 것을 선호한다. 일반적으로, 긴부리도요는 짧은부리도요와 비교하였을 때 염수보다는 담수를 선호하고 모래보다는 진흙을 더 선호하는 것으로 보인다.

### 이동
긴부리도요는 가을과 봄에 이동한다. 가을에는 짧은부리도요에 비해 더 늦은 때에 이동하며, 봄에는 더 이르게 이동한다. 봄의 이동은 2월에서 5월 사이에 이루어지며 태평양연안과 내륙 지방을 따라 이동하고 그레이트플레인스, 앨버타주 등을 통하여 이동한다.
가을의 이동은 일반적으로 7월에서 10월 사이에 이루어지는데, 성체 긴부리도요는 7월에 남쪽으로 이주를 시작하고 어린 긴부리도요는 9월에서 10월 사이에 이주를 시작한다. 긴부리도요는 번식지에서 남쪽까지 태평양연안을 따라서, 혹은 온타리오를 통과하여 플로리다 쪽으로 이동하는 등의 방식을 통해 이동한다.

## 행동

### 먹이와 사냥
긴부리도요는 얕은 물이나 진흙에서 재봉틀이 작동하듯이 머리를 움직여 먹이를 찾는다. 또한 머리를 물 속에 넣고 부리 끝에 있는 촉각 수용기를 사용하여 먹이를 찾기도 한다. 긴부리도요는 번식기 동안 많은 양의 깔따구과의 애벌레들과 다른 곤충의 애벌레를 먹으며, 가끔은 식물이나 씨앗을 먹기도 한다. 이동하는 동안, 혹은 월동지에서 긴부리도요는 다양한 종류의 먹이를 먹는다. 긴부리도요는 다모류, 곤충 애벌레, 갑각류, 연체동물 등을 섭취한다. 또한, 야간에도 시야를 확보할 수 있어 이동기에는 야간에 먹이를 찾는 것으로 알려져 있다.

### 번식
수컷 긴부리도요는 가장 먼저 울음소리를 사용하여 암컷에게 구애한다. 그 다음, 날면서 암컷에게 자신의 속도와 민첩성을 보여주며 다른 수컷들과 경쟁한다.
긴부리도요는 계절마다 한 알 씩 매년 4개의 알을 낳으며, 드물게 3개의 알을 낳기도 한다. 알은 타원형이고 서양배와 비슷한 모양이다. 알은 담황록갈색, 푸르거나 녹색 톤의 회청색 등이다. 알의 아랫부분에는 갈색 점들이 있다. 알은 암수가 함께 약 20일 동안 품는다. 긴부리도요는 부화한지 얼마 되지 않아 고도의 활동을 할 수 있는데, 부화 후 몇 시간이 지나지 않아 스스로 먹이를 구할 수 있는 정도다. 새끼가 깃털이 날 때까지 새끼를 돌보는 것은 수컷이다.